# Samuel Cooper (General)

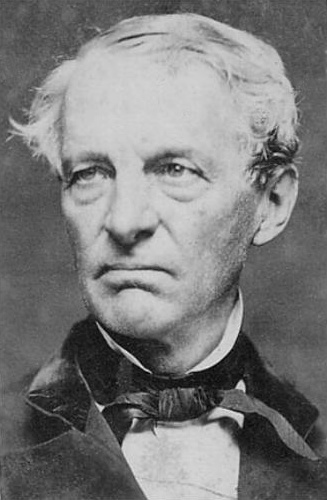
Samuel Cooper

Samuel Cooper (* 12. Juni 1798 in New Hackensack, Dutchess County, New York; † 3. Dezember 1876 bei Arlington, Virginia) war ein Offizier des US-Heeres und General des konföderierten Heeres im Sezessionskrieg.

## Leben
Im Alter von 15 Jahren trat er in die Militärakademie in West Point, New York ein und beendete diese 1815 als 36. seines Jahrgangs erfolgreich. Anschließend wurde er als Leutnant der leichten Artillerie zugeteilt. 1827 heiratete er Sarah Maria Mason und wurde dadurch später Schwager des konföderierten Diplomaten James M. Mason. Sarahs Schwester, Ann Maria Mason, war die Mutter des konföderierten Generals Fitzhugh Lee, eines Neffen von Robert Edward Lee.
Cooper diente bis 1837 in mehreren Verbänden der Artillerie. Danach wurde er Leiter des Beschaffungsamtes im Kriegsministerium der Vereinigten Staaten. 1838 zum Major befördert, wurde Cooper zum stellvertretenden Generaladjutanten des Heeres ernannt. Neun Jahre später zum Oberstleutnant avanciert, übte er immer noch die gleiche Tätigkeit aus. So war die Teilnahme am Seminolenkrieg von 1841 bis 1842 eine der seltenen Gelegenheiten, in denen er Washington, D.C. verlassen konnte. Während des Mexikanisch-Amerikanischen Krieges von 1846 bis 1848 wurde Cooper zum Brevet-Oberst und am 15. Juli 1852 zum Obersten der regulären Armee befördert und zum Generaladjutanten des US-Heeres ernannt.
Als der Ausbruch des Sezessionskrieges absehbar war, quittierte Cooper am 7. März 1861 seinen Dienst beim US-Heer. Seine Frau und deren Familie stammten aus Virginia und ihn selbst verband eine innige Freundschaft mit Jefferson Davis, dem ehemaligen Kriegsminister der Vereinigten Staaten und späteren Präsidenten der Konföderation. Die Familie zog nach Montgomery, Alabama und Cooper wurde als Brigadegeneral in die provisorische Armee der Konföderierten übernommen. Er diente als Generaladjutant und Generalinspekteur. Diesen Dienstposten bekleidete Cooper bis zum Ende des Krieges. Am 16. Mai 1861 wurde er zum General befördert. Er war somit einer von fünf Generalen zu dieser Zeit bzw. einer von acht auf Seiten der Konföderierten während der Dauer des Krieges und der erste in diesem Amt. Er zeichnete nur Jefferson Davis gegenüber verantwortlich.
Coopers letzte Amtshandlung war die Übergabe der Militärdokumente und -aufzeichnungen an die Regierung der Vereinigten Staaten, die diese als Teil der offiziellen Zusammenfassung der Aufzeichnungen der unierten und konföderierten Armeen (The War of the Rebellion: a Compilation of the Official Records of the Union and Confederate Armies) ab 1880 veröffentlichten.
Nach dem Krieg lebte Cooper auf seiner Farm „Cameron“ in der Nähe von Alexandria, Virginia.